# Paul Wolfskehl

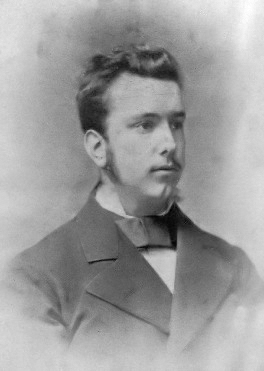

Paul Friedrich Wolfskehl (* 30. Juni 1856 in Darmstadt; † 13. September 1906 ebenda) war ein deutscher Arzt und Mathematiker, bekannt als Stifter des Wolfskehl-Preises.

## Leben
Wolfskehl war der jüngste von zwei Söhnen des jüdischen Bankiers Joseph Carl Theodor Wolfskehl (1814–1863) und von Johanna Wolfskehl (1820–1894), Tochter des Stuttgarter Hofbankiers Nathan Wolf Kaulla (1785–1838). Während sein älterer Bruder, der Jurist Otto Wolfskehl (1841–1907), die väterliche Bank übernahm (die insgesamt von etwa 1800 bis 1881 bestand), studierte Wolfskehl ab 1875 Medizin in Leipzig, Tübingen und Heidelberg, wo er 1880 über Augenheilkunde promovierte. Etwa zur gleichen Zeit zeigten sich erste Symptome einer Multiplen Sklerose. Wolfskehl beschloss, den Arztberuf aufzugeben, und begann ein Mathematikstudium in Bonn und ab 1881 an der Friedrich-Wilhelms-Universität in Berlin, wo er unter anderem Zahlentheorie bei Ernst Eduard Kummer hörte. Wolfskehl, der bereits in Medizin promoviert war, schrieb aber keine mathematische Dissertation. 1887 habilitierte er sich angeblich an der TH Darmstadt, wo er auch Vorlesungen über Zahlentheorie hielt. Das ist jedoch schon deshalb kaum denkbar, weil die Hochschule bis 1899 kein Promotionsrecht besaß. Die Einladung, Vorlesungen zu halten, war möglicherweise eine Danksagung der Universität an die Familie Wolfskehl, die viel für die Universität getan hatte. Um 1890 war er aufgrund seiner Krankheit gelähmt und konnte seine Vorlesungen nicht fortsetzen, veröffentlichte aber weiter einige kurze mathematische Arbeiten. 1903 willigte er in eine von der Familie arrangierte Heirat ein, die Ehe war aber unglücklich. 1905 vermachte er 100.000 Goldmark, die er der Verwaltung der Göttinger Akademie der Wissenschaften übergab, als Preisgeld für denjenigen, der die Fermat-Vermutung bewies. Offiziell wurde der Preis 1908 von der Akademie ausgerufen. Angeblich hatte sich Wolfskehl während seines Studiums und danach vergeblich um die Lösung der Fermat-Vermutung bemüht, die auch der Ausgangspunkt der Untersuchungen zu Kreisteilungskörpern seines Lehrers Kummer war, der wichtige Fortschritte im Fermatproblem erzielte.
Der Wolfskehl-Preis wurde 1997, zehn Jahre vor seinem Ablauf, an Andrew Wiles vergeben (und war damals noch 75.000 DM wert).
Der Schriftsteller und Übersetzer Karl Wolfskehl war der Sohn von Paul Wolfskehls Bruder Otto, also sein Neffe.